# Râul Blojița
Râul Blojița este un curs de apă, afluent al râului Bloaja.